# Roy Estrada

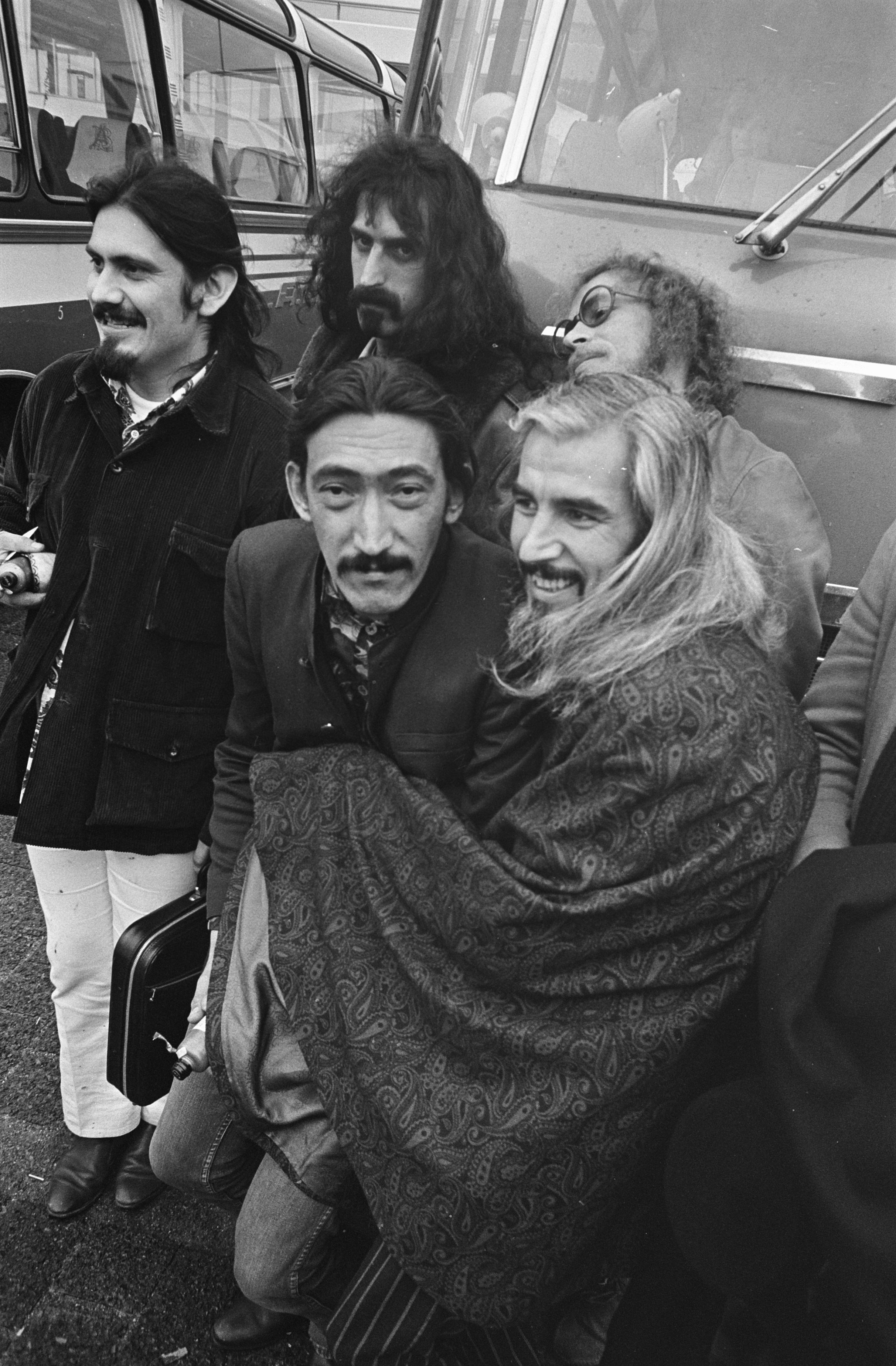
Roy Estrada (links) met Frank Zappa & The Mothers of Invention (Nederland, 1968)

Roy Estrada (ook o.m. bekend als Oréjon) (Santa Ana, 17 april 1943) is een Amerikaanse basgitarist en rockzanger. Hij was lid van Frank Zappa's The Mothers of Invention en mede-oprichter van Little Feat. Ook speelde hij kort bij Captain Beefheart. In 2012 kreeg hij een gevangenisstraf van 25 jaar voor kindermisbruik.

## Muziek
Estrada was leider van de groep Roy Estrada and the Rocketeers, waarmee hij een single uitbracht op King Records, 'Jungle Dreams'. Hierna was hij mede-oprichter van The Soul Giants, waaruit the Mothers of Invention voortkwam. Naast zijn werk met Frank Zappa richtte hij in 1969 met Lowell George Little Feat op, waarmee hij twee albums maakte. In 1972 werd hij lid van de Magic Band van Captain Beefheart, die hem de bijnaam Oréjon ('grote oren') gaf. In de jaren zeventig speelde hij verschillende keren bij Frank Zappa. In 1976 speelde hij bas op de Zoot Allures-tournee en in 1979 acteerde en zong hij in de film Baby Snakes. In de jaren tachtig zong hij op drie Zappa-albums, waaronder You Are What You Is. In het begin van de 21ste eeuw maakte hij deel uit van de Zappa-alumni-groep Grande Mothers, die meer dan 90 concerten gaf, waaronder in Nederland. In 2003 verscheen Estrada's eerste soloalbum Hamburger Midnight, waarop ex-Mother Jimmy Carl Black meespeelt.

## Kindermisbruik
In december 1994 werd hij in Orange County veroordeeld tot zes jaar cel wegens kindermisbruik. In januari 2012 kreeg hij een gevangenisstraf van 25 jaar wegens kindermisbruik in maart 2008. Estrada zal niet in aanmerking komen voor vervroegde vrijlating.
- Bibsys: 5015643
- Bibliothèque nationale de France: cb139469911 (data)
- Gemeinsame Normdatei: 1062423003
- International Standard Name Identifier: 0000 0000 0316 7093
- MusicBrainz: a56ffd42-eb7f-4400-9e8c-47351d03301b
- Système universitaire de documentation: 167994840
- Virtual International Authority File: 29723445
- WorldCat: E39PBJqqmmqxHVMFp6hbdYhyh3